# Akacuki (sonda)

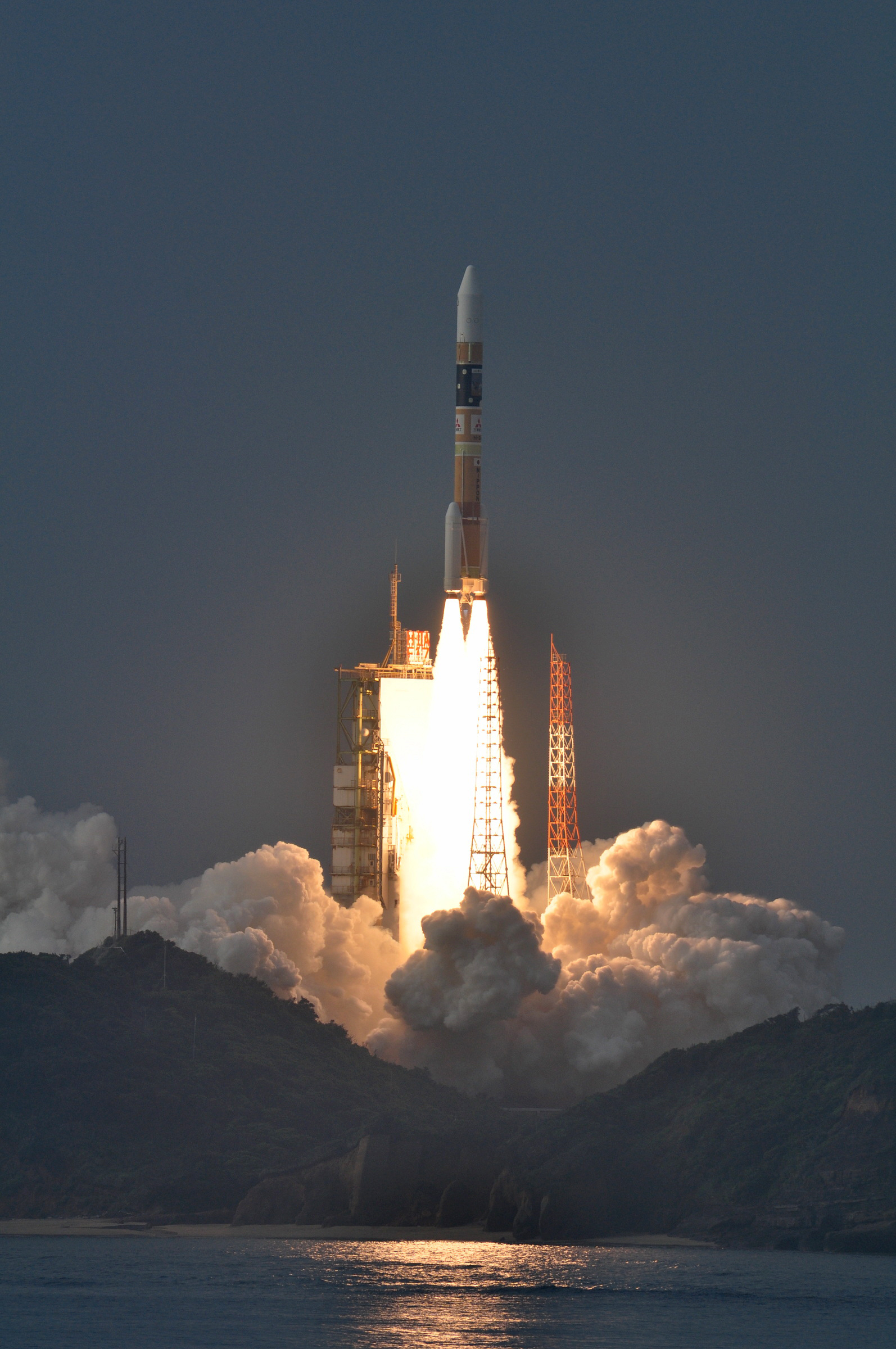
Start rakety se sondou Akacuki

Akatsuki (japonsky あかつき, doslova úsvit) je vesmírná sonda Japonské kosmické agentury určená k průzkumu Venuše. Byla vynesena do vesmíru z kosmického centra Tanegašima raketou H-IIA dne 20. května 2010. Měla po dobu nejméně dvou let provádět vědecký výzkum v okolí Venuše. Přístroje sondy jsou určeny pro globální zmapování atmosféry a její složení, dálkový průzkum povrchu planety.
Po neúspěšném navedení na oběžnou dráhu Venuše 6. prosince 2010 obíhala sonda pět let kolem Slunce. Dne 7. prosince 2015 na druhý pokus úspěšně zaparkovala na oběžné dráze planety, ačkoliv jiné, než bylo původně plánováno.